# Таллинская фондовая биржа
Таллинская фондовая биржа (Nasdaq Tallinn AS) — фондовая биржа в Таллине, Эстония. Вместе с биржами Стокгольма, Еревана, Копенгагена, Рейкъявика, Филадельфии, Хельсинки, Риги, Вильнюса и NASDAQ входит в группу бирж NASDAQ OMX Group, в подгруппу NASDAQ Baltic. (См. список европейских фондовых бирж) Это единственная регулируемая биржа в Эстонии. 100 % акций компании принадлежат Nasdaq Nordic, Ltd. Главным фондовым индексом биржи является OMX Tallinn (тикер OMXT), прежнее название TALSE.
В индекс входят все компании из основного и дополнительного списков (состав индекса). Nasdaq Tallinn использует торговые платформы INET и SAXESS от Nasdaq, которые используются также биржами Стокгольма, Копенгагена, Хельсинки, Рейкъявика, Риги и Вильнюса.
На бирже торгуются акции, корпоративные облигации, фонды.

## Управление биржей
2016 год.
Председатель правления — Kaarel Ots, член правления: Daiga Auziņa-Melalksne. Председатель Совета, от Nasdaq: Arminta Saladžienė. Заместитель председателя совета, от Nasdaq — Teuvo Rossi. Член совета, от Nasdaq — Christina Werner.

## История биржи
Первые торги произошли в электронной форме 31 мая 1996 года с котировками акций 11-ти компаний.
1996, 3 июня — первый расчет биржевого индекса TALSE с базовой оценкой 100. Обновляется раз в минуту. В индекс входят компании из первого и второго списка, в которых один держатель контролирует по крайней мере 90 % выпущенных акций. Индекс не торгуемый.
2000, октябрь — Таллинская биржа (Tallinna börs) и Эстонский реестр ценных бумаг (Eesti Väärtpaberikeskus) объединены в группу компаний AS Tallinna Väärtpaberibörs под единым стратегическим управлением.
2001, апрель — финская HEX Group приобрела контрольный пакет акций Tallinn Stock Exchange Group. Торговля эстонскими ценными бумагами в торговой платформе HEX началась 25 февраля 2002 года.
2003, 4 сентября — Tallinn Stock Exchange Group стала называться HEX Tallinn после слияния шведской OM и финской HEX.
2004, апрель — HEX Tallinn стала членом Скандинаво-балтийского альянса бирж NOREX и стала называться OMX Tallinn.
2008 — OMX объединилась с NASDAQ в NASDAQ OMX Group, Inc. OMX Tallinn стала называться NASDAQ OMX Tallinn.
2014 NASDAQ OMX Group, Inc. изменила свое название на Nasdaq, Inc. NASDAQ OMX Tallinn стала называться Nasdaq Tallinn.

## Компании, акциями которых торгуют на бирже

### Основной список
- Arco Vara (ARC1T) — недвижимость
- Baltika Group (BLT1T) — fashion индустрия
- Coop Pank (CPA1T) — банковский сектор
- Ekspress Grupp (EEG1T) — СМИ
- Harju Elekter (HAE1T) — электроэнергетика
- LHV Group (LHV1T) — банковский сектор
- Merko Ehitus (MRK1T) — строительство
- Nordecon (NCN1T) — строительство
- Olympic Entertainment Group (OEG1T) — казино
- PRFoods (PRF1T) — рыбопереработка
- Silvano Fashion Group (SFG1T, ранее PTA Grupp, PTAAT)) — пошив нижнего белья
- Skano Group (SKN1T, ранее Viisnurk, VSN1T и VNU1T) — деревообработка
- Tallink Grupp (TAL1T) — морские перевозки
- Tallinna Kaubamaja Grupp (TKM1T) — торговля
- Tallinna Vesi (TVEAT) — транспортировка и распределение воды

Дополнительный список
- Pro Capital Grupp AS(PKG1T) (ранее AS Pro Capital) — недвижимость
- Trigon Property Development (TPD1T) — инвестфонд

Балтийский First North (альтернативный рынок)
- Linda Nektar (LINDA)

Исключенные из листинга компании
- Eesti Telekom (ETLAT)
- Eesti Ühispank
- Estiko
- Hansapank
- Kalev (KLV1T), позже Luterma AS
- Norma (NRM1T)
- Saku Õlletehas (SKU1T)
- AS Starman (SMN1T)
- Tallinna Farmaatsiatehas (TFA1T)